# Ikaria
För andra betydelser, se Ikaria (olika betydelser).

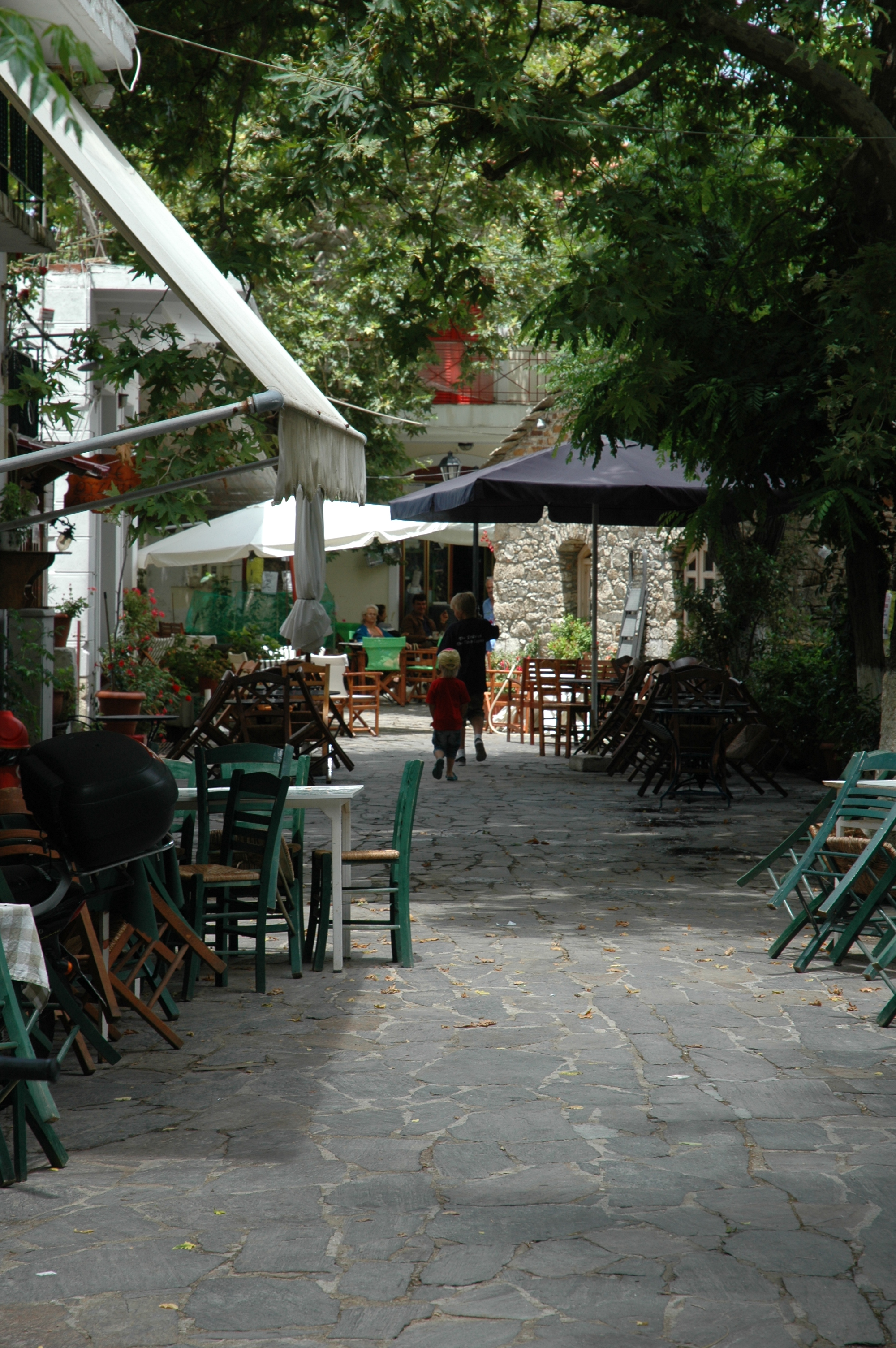
Christos Rachos, stad på Ikaria.

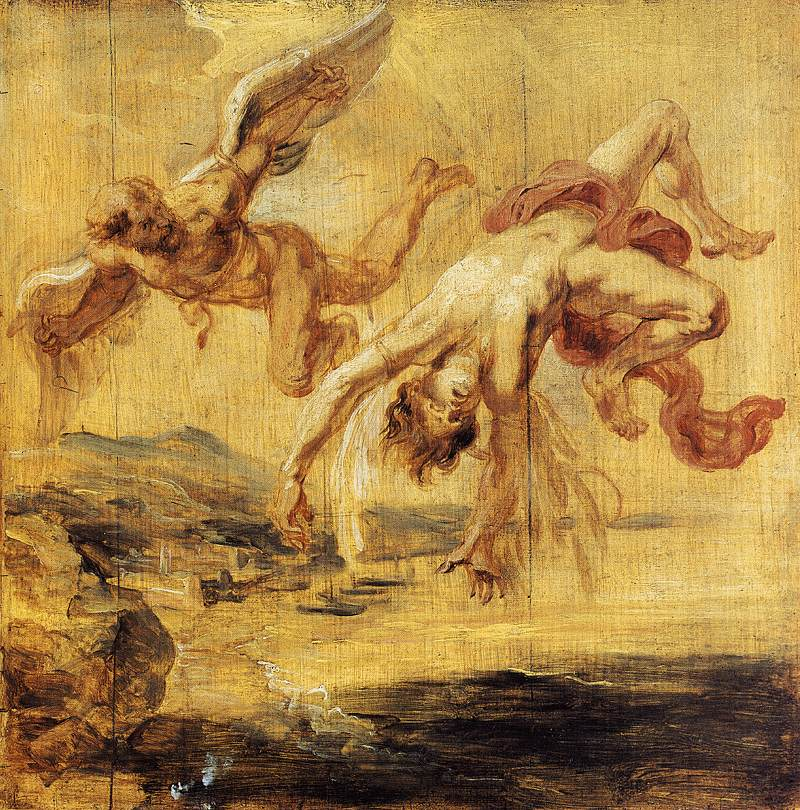
Ikaros fall.

Ikaria är en ö i kommunen Dimos Ikaria i Grekland som tillhör regionen Nordegeiska öarna. Ön är 255 km2 stor med en kustlängd på 102 kilometer, och hade 2001 en befolkning på 8 312 personer. Ön ligger väster om Samos och 142 sjömil från Pireus. Färjeförbindelser går från Pireus och Samos. På ön finns kända termer, av vilka vissa fortfarande är öppna som hälsobad, framförallt i orten Therma.
Förutom huvudstaden Agios Kirikos finns en rad orter, såsom hamnstaden Evdilos, charterorten Armenistis, bergsbyn Raches (alternativt Christos Rachos med flera stavningar) med flera. Agios Kirikos är huvudhamnen. Området runt Ikaria kallas för Ikariska havet. På grund av hotet från pirater under bysantinska riket tvingades invånarna söka sig längre upp i bergen, vilket gjorde att man inte längre kunde försörja sig på havet och man därför kom att äta mindre fisk än tidigare. Detta kombinerat med en diet med mycket olivolja och grönsaker tror man är anledningen till att 1 av 3 invånare på Ikaria blir äldre än 90 år.

## Etymologi
Namnet kommer av Ikaros som enligt den grekiska mytologin flydde från Kretas labyrint med sin far genom att flyga, men som störtade och landade på Ikaria. Ikaros gav därigenom även namn till det omgivande Ikariska havet. Enligt mytologin skall även Dionysos ha fötts på ön.

## Historia
De första bosättarna, jonerna, kom under slutet av 800-talet f.Kr. Ön erövrades av venetianer under 1200-talet, samt år 1524 av turkarna. Under Bysantinska riket var Ikaria ett tillhåll för pirater och en ö dit många människor tog sig då de tvingades i exil. I juli 1912 gjorde öns invånare uppror mot turkarna, vilket ledde till bildandet av en självständig stat. Fyra månader senare förenades staten med Grekland. Under inbördeskriget i Grekland efter andra världskriget dumpade den högerorienterade regeringen 15 000 kommunister på ön, vilket har lett till att Greklands kommunistiska parti (KKE) fortfarande är starka på ön. På grund av det kommunistiska arvet kallas ön emellanåt för "Röda ön" eller "Red Rock". Eftersom pirater tvingade upp invånarna i bergen, kunde man inte försörja sig på vad havet gav och man äter därför relativt lite fisk.

## Näringar
Ikaria har länge haft en stor vinindustri, som dock decimerades av vinlöss på 1960-talet. Fiske är en annan stor näring.